# 佐野虎太
佐野 虎太（さの とらた、1889年（明治22年）8月8日 - 1961年（昭和36年）2月6日）は、大日本帝国陸軍軍人。最終階級は陸軍中将。功三級

## 経歴
鹿児島県桑原郡横川村（横川町を経て現霧島市）で生まれた。陸軍士官学校第23期卒業。青島の戦いに従軍し戦傷を受けた。1937年（昭和12年）7月20日に歩兵第80連隊補充隊長に就任し、11月1日に陸軍歩兵大佐に進級。1938年（昭和13年）5月に歩兵第23連隊長（第11軍・第6師団・歩兵第36旅団）に転じ、日中戦争に出動。武漢作戦では漢口に一番乗りの戦果を挙げ、岳州を根拠地として贛湘作戦などにも参加した。1940年（昭和15年）8月1日に熊本陸軍教導学校長に転じた。
同年12月2日に陸軍少将に進級し、1942年（昭和17年）に第1国境守備隊長に着任。1944年（昭和19年）3月1日に陸軍中将に進級し、3月10日に第42師団長（第5方面軍・第27軍）に親補され、中千島の警備に任じた。その後北海道北部での警備に転じ、訓練中に終戦となった。
1947年（昭和22年）11月28日、公職追放仮指定を受けた。